# Deltagoot (Delft)
De Deltagoot is een testfaciliteit van Deltares in Delft voor het doen van experimenteel onderzoek op ware grootte naar het effect van extreme watergolven op constructies en vegetatie. De faciliteit bestaat uit een betonnen gootbak van 300 meter lang, 5 meter breed en 9,5 meter diep waarin een golfschot een individuele golf kan opwekken tot 4,5 meter hoogte.  De faciliteit vervangt sinds 2015 de Deltagoot in het Waterloopkundig Laboratorium De Voorst. 

## Gebruik van de goot
De faciliteit wordt gebruikt voor onderzoek naar de sterkte van waterkerende dijken en duinen, waarbij met name naar de duinafslag wordt gekeken en verder voor onderzoek naar de golfbelasting op vegetatie. Voor verschillende soorten waterloopkundig onderzoek worden schaalmodellen gebruikt. Voor de meeste hydraulische processen gaat dit goed, en zijn correcte schaalfactoren af te leiden. Als naast de hydraulica ook zaken als mechanische spanning en elasticiteit een rol spelen wordt schalen moeizaam, omdat de schaalfactoren hiervoor anders zijn dan voor de hydraulica. Voor dit soort zaken moeten dus proeven op werkelijke schaal 1:1 gedaan kunnen worden. 
Voor proeven waarbij vegetatie zoals gras, riet en wilgen betrokken zijn, zijn modellen op schaal niet mogelijk omdat planten niet te verschalen zijn. Ook proeven met de beweging van zand in brekende golven zijn moeilijk te verschalen. De korrelgrootte zou zo klein worden dat de zandkorrels zich anders gaan gedragen.
Langs de Deltagoot bevindt zich een aparte waterbergingskelder om 9 miljoen liter water op te slaan als de goot drooggezet moet worden voor de bouw van nieuwe modellen en voor de simulatie van verschillende waterpeilen. Gedurende de proeven kan zo de waterstand in de goot aangepast worden, om zo de effecten van het getij te simuleren.

## Werking van het golfschot
De golven worden opgewekt door een 10 meter hoog verticaal schot aan het einde van de goot. Dit schot wordt met vier hydraulische cilinders heen en weer bewogen, waardoor er in de goot golven ontstaan. Achter het golfschot staat geen water, dus moet het golfschot waterdicht door de gootbak heen-en-weer kunnen bewegen. Deze afdichting is gerealiseerd door een hele gladde gootwand te creëren en een opblaasbare afdichting.
Dit schot kan op verschillende manieren aangestuurd worden, waardoor verschillende soorten golven ontstaan. Als een golf tegen een wand aan loopt, reflecteert deze golf en loopt dus terug. Dit gebeurt ook in de Deltagoot; als de golf aan het eind van de goot is en bij het te onderzoeken object is aangekomen kaatst deze terug. Dat gebeurt in het echt ook. Echter, in werkelijkheid lopen die teruggekaatste golven naar zee en komen niet meer terug. In een goot loopt die teruggekaatste golf op een gegeven moment weer tegen het golfschot en gaat dan ook weerkaatsen. Het gevolg is een opslingering in de goot, die onwenselijk is. Om dit te voorkomen wordt actieve reflectiecompensatie  toegepast. Dit houdt in dat een golfhoogtemeter die gemonteerd is op het golfschot de terugkomende golf meet en een correctiesignaal geeft aan de besturing van het golfschot. Dat gaat dan net iets anders bewegen, waardoor die teruggekaatste golf als het ware verdwijnt.

## Soorten golven
- De eenvoudigste soort golf is de regelmatige golf. Deze wordt opgewekt door het golfschot regelmatig heen en weer te bewegen met een sinusvormige beweging. Dat maakt dat alle golven even hoog en even lang worden. Dit soort golven komt in de vrije natuur niet voor, ze zijn sterk geschematiseerd. Maar vanwege de simpele vorm zijn ze zeer geschikt voor fundamenteel onderzoek naar de waterbeweging in een golfveld. In de Deltagoot kunnen regelmatige golven tot maximaal 3,30 m hoog en met een periode van maximaal 20 s worden opgewekt.
- Voor het meeste onderzoek wordt echter een onregelmatige golf gebruikt. Windgolven zijn onregelmatige golven, de hoogte van deze golven wordt significante golfhoogte genoemd. Deze waarde wordt bepaald uit de Rayleighverdeling van de individuele golven (Hs) in een golfveld of vanuit het Golfspectrum van het golfveld (Hm0). De Deltagoot kan onregelmatige golven opwekken met een Hm0 van maximaal 2,2 m en een piekperiode tussen de 5,7 s en 13,4 s.
- In de goot kan ook een enkele monstergolf (ook bekend onder de Engelse naam freak wave of rogue wave) worden opgewekt. Dit soort golven komt ook (heel zelden) voor in de natuur. Ze ontstaan als toevallig twee of meer hoge golfvelden elkaar kruisen, en als dan toevallig de hoogste golven van die golfvelden samenvallen. In de Deltagoot kan zo'n enkele monstergolf gesimuleerd worden door het golfschot achter elkaar een aantal golven te laten maken met ieder een andere loopsnelheid. Die snelheden zijn dan zo gekozen dat de golven precies op een punt samenvallen en een hele hoge golf geven. Ter gelegenheid van de ingebruikname van de Deltagoot is zo'n monstergolf als demonstratie gegenereerd.[3] De maximale hoogte van zo'n monstergolf in de Deltagoot is 4.5 m.

## Grote golfgoten elders

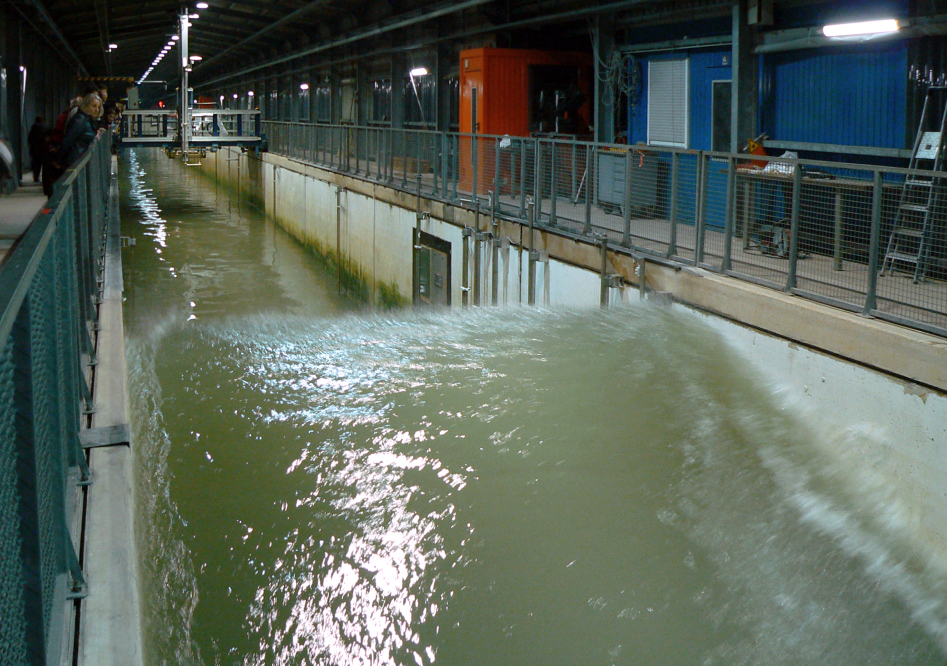
Monstergolf in de golfgoot in Hannover

In Europa is de enige andere grote golfgoot die in Hannover (330 m). Buiten Europa zijn er dit type goten in Azië. In China heeft het Tianjing Research Institute een goot van 450 m lang gebouwd, in Taiwan is een goot van 300 m lengte. Japan heeft twee goten, van 180 en van 185 m lengte. De diepte van deze goten is in de orde van 7 m, die in China is 8-12 m diep.